# Epimedium circinnatocucullatum
Epimedium circinnatocucullatum är en berberisväxtart som beskrevs av Dmitrii Ivanovich Sosnowsky. Epimedium circinnatocucullatum ingår i släktet sockblommor, och familjen berberisväxter. Inga underarter finns listade i Catalogue of Life.